# Oizenotte
L'Oizenotte est un affluent de la Grande Sauldre, dans le département du Cher.

## Géographie
La longueur de son cours d'eau est de 17,5 kilomètres.
Elle prend naissance à Dampierre-en-Crot et se jette dans la Grande Sauldre au niveau de la commune d'Argent-sur-Sauldre.

## Communes traversées
- Dampierre-en-Crot
- Oizon
- Aubigny-sur-Nère
- Argent-sur-Sauldre